# Walshova matice

Přirozeně uspořádaná Hadamardova matice přerovnaná do sekvenčně uspořádané Walshovy matice. Počet změn znamének v řádku v přirozeně uspořádané matici je postupně 0, 15, 7, 8, 3, 12, 4, 11, 1, 14, 6, 9, 2, 13, 5 a 10. V přerovnané Walshově matici počet změn znamének postupně roste. První matice v součinu je permutační matice použitá pro přerovnání řádků původní Hadamardovy matice.

Walshova matice je v matematice je speciálním případem Hadamardových matic, a to s dodatečnou podmínkou, že řádky přerovnány tak, aby počet změn znamének v řádku postupně rostl. Jinými slovy, zatímco Hadamardova matice je definována níže uvedeným rekurentním předpisem a je tak přirozeně uspořádaná, je Walshova matice sekvenčně uspořádaná. Některé zdroje mohou označovat obě matice jako Walshovou matici.
Walshovy matice (a Walshovy funkce) se používají při výpočtu Walshovy transformace a mají aplikace při efektivní implementaci určitých operací zpracování signálu.
Walshovou matici navrhl Joseph L. Walsh v roce 1923.

## Konstrukce
Hadamardova matice řádu {\displaystyle 2^{k}} pro {\displaystyle k\in \mathbb {N} } je podle Sylvesterovy konstrukce dána rekurentním vzorcem:
{\displaystyle {\boldsymbol {H}}_{2}={\begin{pmatrix}1&1\\1&-1\end{pmatrix}}},
{\displaystyle {\boldsymbol {H}}_{4}={\begin{pmatrix}1&1&1&1\\1&-1&1&-1\\1&1&-1&-1\\1&-1&-1&1\\\end{pmatrix}}},
a obecně
{\displaystyle {\boldsymbol {H}}_{2^{k}}={\begin{pmatrix}{\boldsymbol {H}}_{2^{k-1}}&{\boldsymbol {H}}_{2^{k-1}}\\{\boldsymbol {H}}_{2^{k-1}}&-{\boldsymbol {H}}_{2^{k-1}}\end{pmatrix}}={\boldsymbol {H}}_{2}\otimes {\boldsymbol {H}}_{2^{k-1}}},
kde {\displaystyle \otimes } značí Kroneckerův součin matic.

### Přerovnání
Walshovu matici lze získat z Hadamardovy matice tak, že se u každého řádku určí počet změn znaménka a řádky jsou pak přerovnány podle počtu změn ve vzestupném pořadí.
Například v Hadamardově matici řádu 4
{\displaystyle {\boldsymbol {H}}_{4}={\begin{pmatrix}1&1&1&1\\1&-1&1&-1\\1&1&-1&-1\\1&-1&-1&1\\\end{pmatrix}}}
mají po sobě jdoucí řádky postupně 0, 3, 1 a 2 změn znamének (z 1 na -1 nebo naopak). Po přerovnání do matice
{\displaystyle {\boldsymbol {W}}_{4}={\begin{pmatrix}1&1&1&1\\1&1&-1&-1\\1&-1&-1&1\\1&-1&1&-1\\\end{pmatrix}}}
mají po sobě jdoucí řádky postupně 0, 1, 2 a 3 změn znamének.
Přerovnání řádků odpovídá provedení bitově-reverzní permutace a poté permutace Grayova kódu.